# Glycosmis perakensis
Glycosmis perakensis är en vinruteväxtart som beskrevs av Narayan.. Glycosmis perakensis ingår i släktet Glycosmis och familjen vinruteväxter. Inga underarter finns listade i Catalogue of Life.